# إميلي بينهام
إميلي بينهام (بالإنجليزية: Emily Benham)‏ هي دراجة بريطانية، ولدت في 1989 في سالزبوري في المملكة المتحدة.